# Dorfkirche Caputh

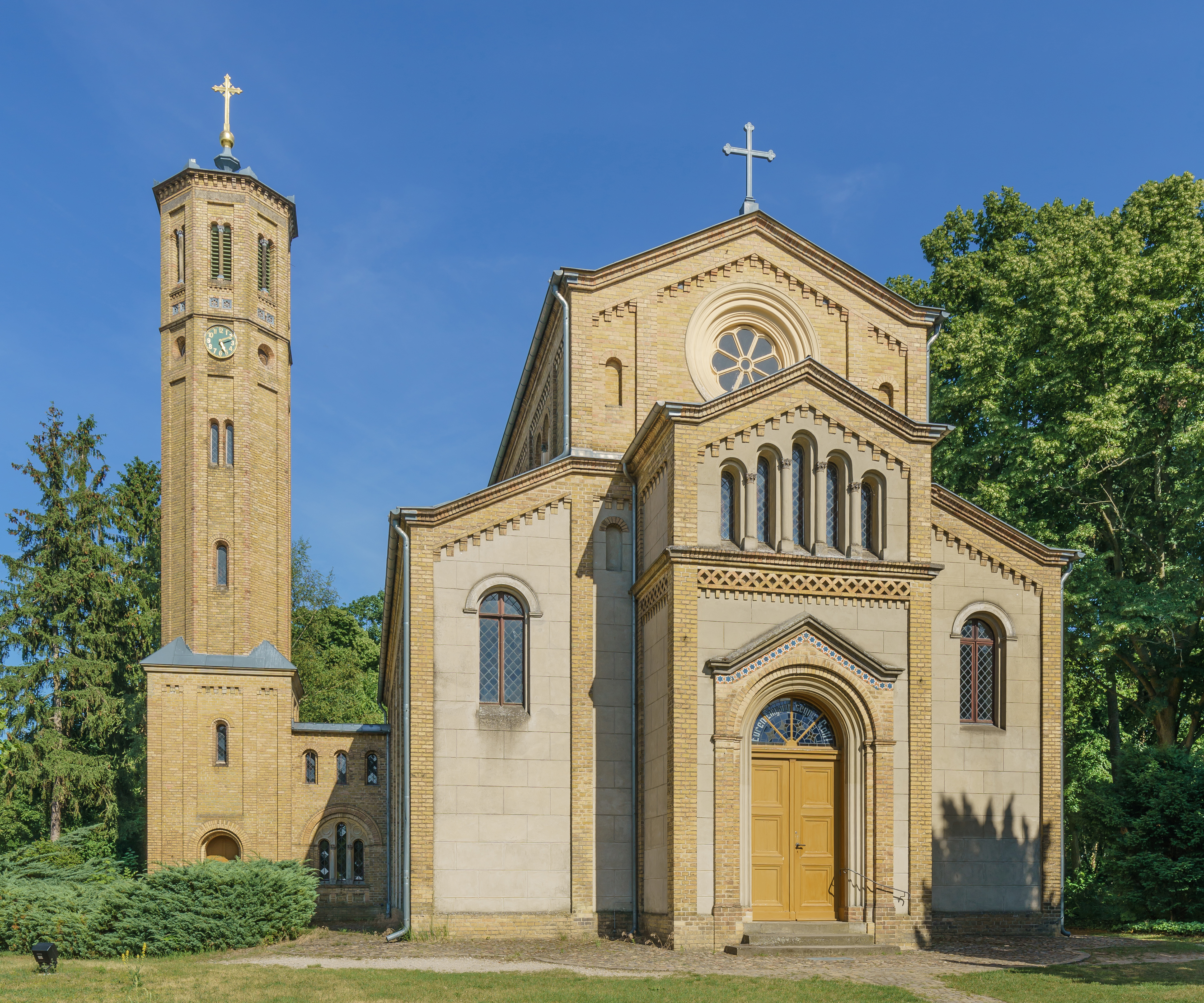
Dorfkirche Caputh

Die evangelische Dorfkirche Caputh ist eine Pfeilerbasilika in Caputh, einem Ortsteil der Gemeinde Schwielowsee im Landkreis Potsdam-Mittelmark im Land Brandenburg. Die Kirchengemeinde gehört zum Kirchenkreis Potsdam der Evangelischen Kirche Berlin-Brandenburg-schlesische Oberlausitz. Sie wurde in den Jahren 1850 bis 1852 nach einem Entwurf von Friedrich August Stüler im Rundbogenstil errichtet.

## Lage
Die Lindenstraße führt von Osten kommend auf das Schloss Caputh zu. Dort verläuft sie als Straße der Einheit in westlicher Richtung. Das Bauwerk steht südlich dieses Straßenübergangs auf einer Fläche, die nach Süden hin durch die Seestraße und nach Südosten durch die Michendorfer Chaussee begrenzt wird. Das Gelände ist durch eine Mauer aus gelblichen Mauersteinen eingefriedet.

## Geschichte

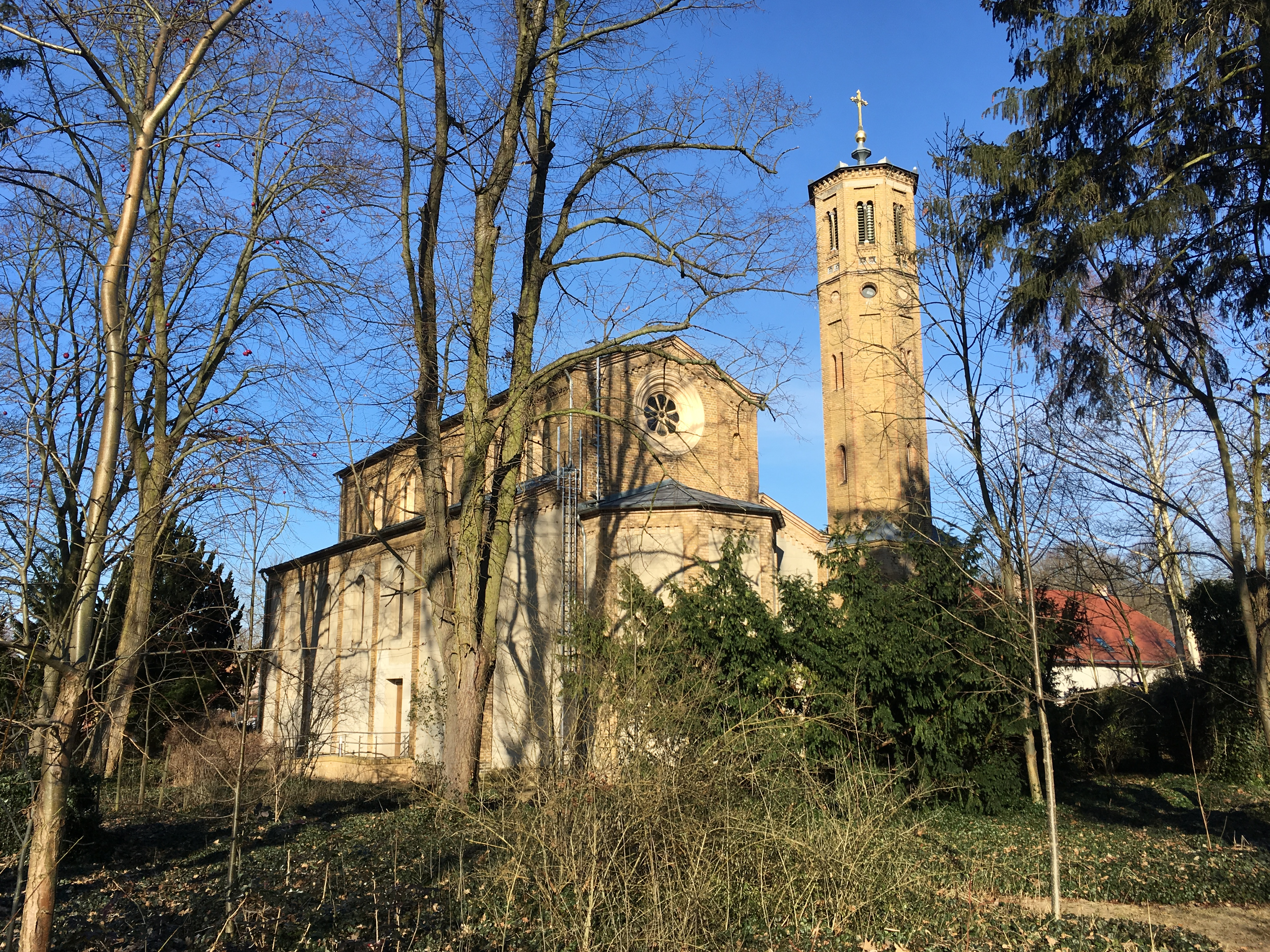
Ansicht von Südosten

Caputh wurde 1317 erstmals urkundlich erwähnt. Verglichen mit der Entwicklung benachbarter Orte ist es daher denkbar, dass bereits im 14. Jahrhundert auch in Caputh ein Sakralbau errichtet wurde. Hierzu liegen bislang jedoch keine gesicherten Erkenntnisse vor. Das Dehio-Handbuch äußert sich ebenso vorsichtig und vermutet, dass bei dem Bau einzelne Längswände von einem Vorgängerbau aus der Zeit um 1600 einbezogen wurden. Sicher ist, dass es im Jahr 1820 ein Bauwerk gab, das mittlerweile baufällig geworden war. Da die Einwohnerzahl wuchs, setzte sich die Kirchengemeinde für einen Neubau ein, der in den Jahren 1850 bis 1852 unter der Leitung von Christian Heinrich Ziller nach einem Entwurf Stülers errichtet wurde. 1914 mussten das Dachwerk sowie die Kassettendecke im Mittelschiff erneuert werden. In den Jahren 1981 bis 1988 sowie 1999 und 2000 erfolgten Restaurierungsarbeiten.

## Baubeschreibung
Das Bauwerk wurde aus Mauerstein im Stil des Historismus errichtet und anschließend verputzt. Der fensterlose Chor ist stark eingezogen und hat einen Fünfachtelschluss. Die Felder sind mit Lisenen aus hellem Mauerstein gegliedert, die an den oberen und unteren Abschlüssen mit einem Fries verziert sind.
Daran schließt sich das dreischiffige Langhaus an. Die östliche Wand wird von einer großen Fensterrose dominiert, die bis in den Giebel hineinragt. Das Gewände ist hell verputzt und vielfach getreppt. Links und rechts sind je eine weitere Lisene, die die Fassade gliedert, begleitet von einer schmalen, segmentbogenförmigen Blende an jeder Seite. Am Übergang vom Giebel zum Satteldach ist wiederum ein nach unten offener Fries.
Die östlichen Wände der Seitenschiffe sind geschlossen und wurden aus hellem Putzquaderwerk errichtet. Die Ecken sind wiederum mit Lisenen betont, der Übergang zum Kirchenschiff mit einem Fries. Die nördliche und südliche Wand ist weitgehend symmetrisch gegliedert. Zwischen hellen Ziegeln bilden insgesamt sieben Lisenen sechs große Felder, in denen im oberen Bereich je ein segmentbogenförmiges Fenster ist. Am Obergaden wechselte Stüler das Material und ließ ihn ausschließlich aus hellen Ziegeln errichten. In die sieben Felder ließ er mittig fünf je paarweise angeordnete und miteinander gekuppelte, rundbogenförmige Fenster einbauen. Den Abschluss bildet auch hier wiederum ein Fries. An der Südwand des Seitenschiffs ist am östlich gelegenen, zweiten Feld eine rechteckige Pforte.

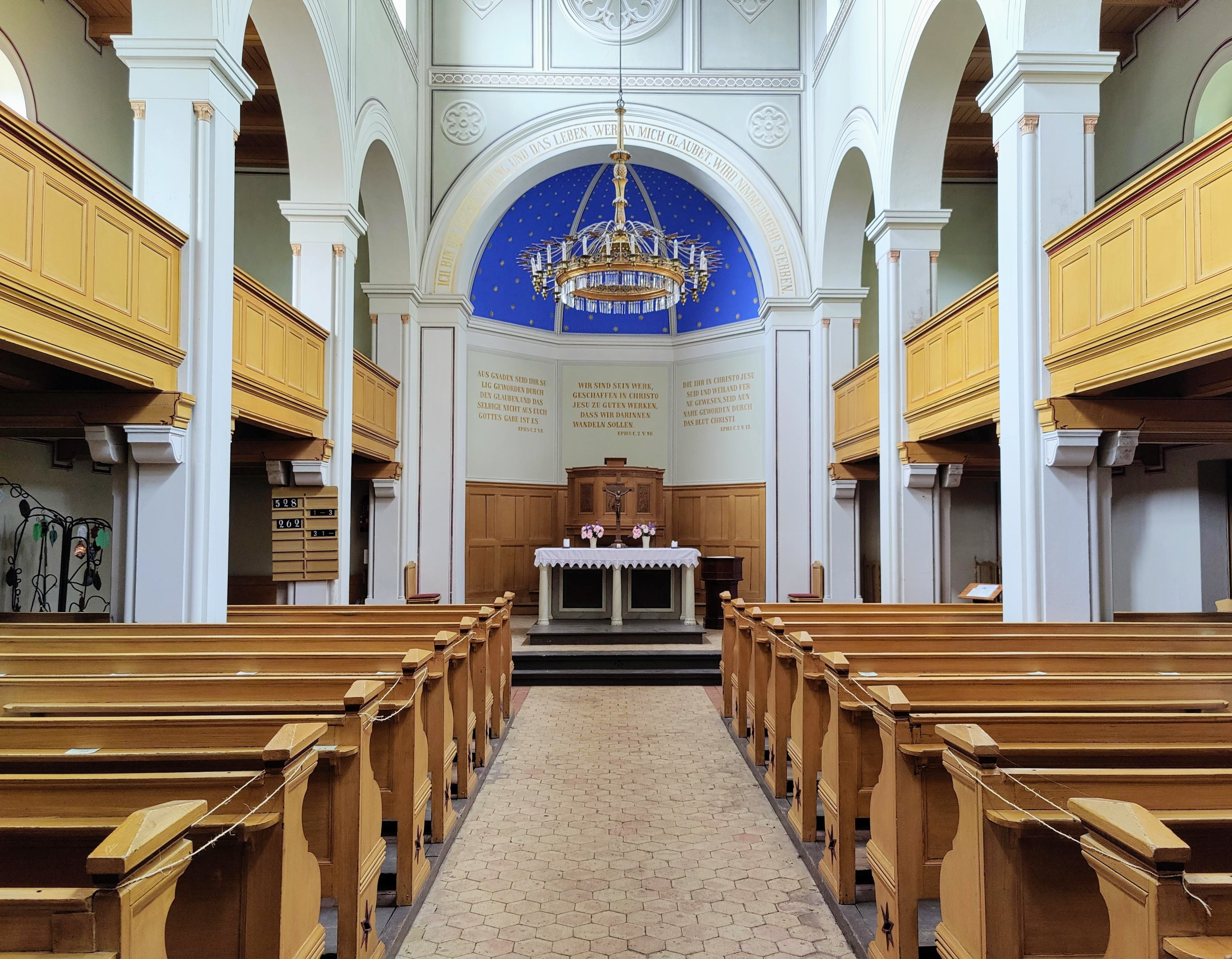
Innenraum (2021)

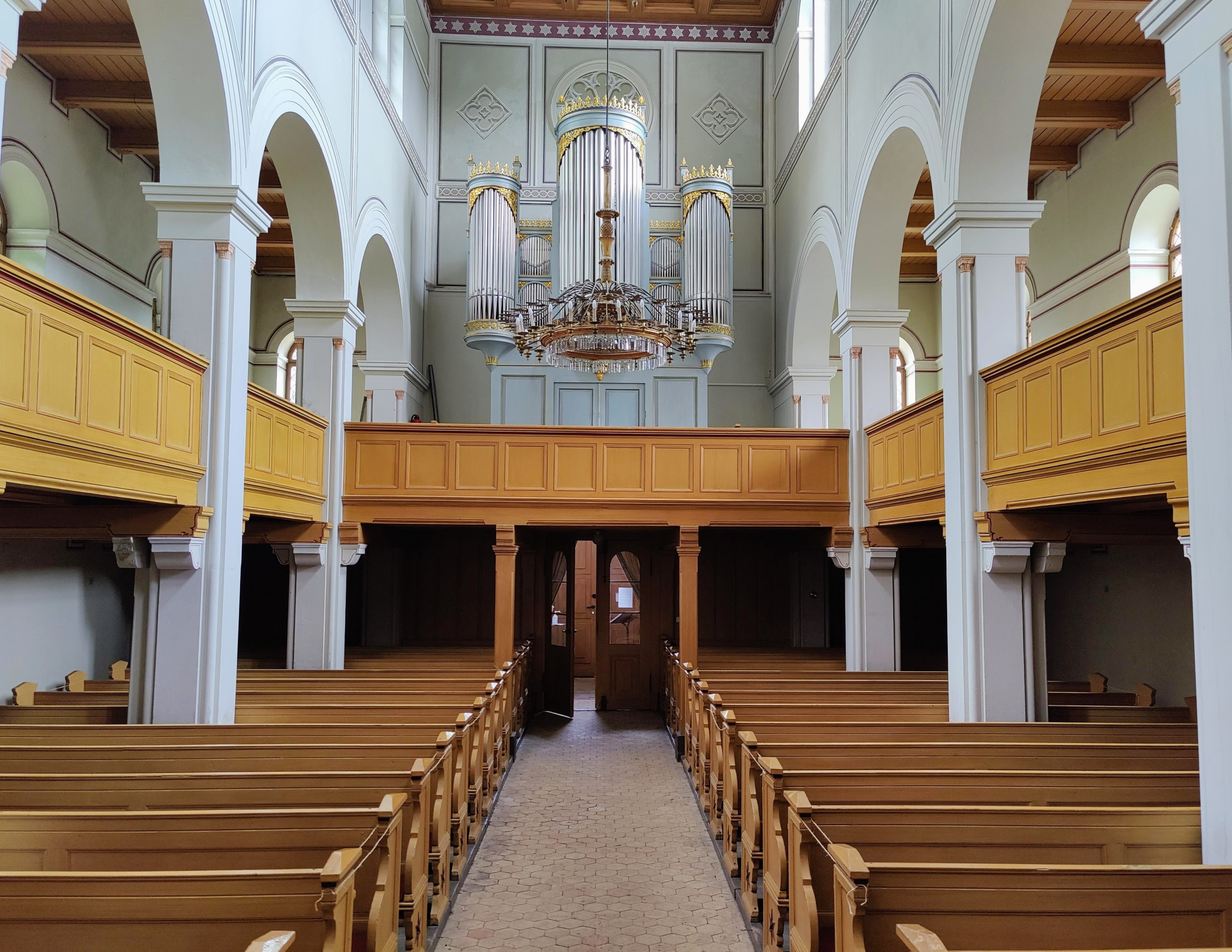
Blick zur Orgel

Der Hauptzugang liegt jedoch im Westen. Dort ist in einer Vorhalle ein mächtiges Portal, das in einen aus Mauersteinen umrahmten Giebel eingelassen ist. Lisenen betonen auch hier den Baukörper, ebenso an den beiden Seitenschiffen. Dort sind im oberen Bereich zwei Rundbogenfenster, die wiederum in den Seitengiebel hineinreichen. Oberhalb des Portals erhebt sich ein mit fünf schmalen Rundbogenfenstern gegliederter Giebel. Dahinter springt die Fassade zum Kirchenschiff zurück, das wiederum durch eine große Fensterrose verziert wird. Das Dehio-Handbuch vergleicht die Gliederung mit dem Sakralbau San Zeno Maggiore in Verona.
Der Kirchturm befindet sich nördlich des Bauwerks und ist nur durch eine kleine Sakristei mit diesem verbunden. Er ist vergleichsweise schlank, hat ein quadratisches Sockelgeschoss, darüber oktogonal mit mehreren schlitzförmigen Fenstern. Die Erscheinungsform wird durch Lisenen weiter betont. Im Glockengeschoss sind je zwei gekuppelte Klangarkaden, darüber ein Flachdach mit einer Turmkugel und Kreuz.

## Ausstattung
Die Kirchenausstattung stammt einheitlich aus der Bauzeit und wurde von Friedrich Wilhelm IV. beeinflusst. Die Taufschale aus der Zeit um 1840 wurde aus Porzellan in der Königlichen Porzellan-Manufaktur nach einem Entwurf Karl Friedrich Schinkels in Berlin hergestellt. Zur weiteren Ausstattung gehören zwei klassizistische Leuchter mit Seilscheibenaufhängung. 

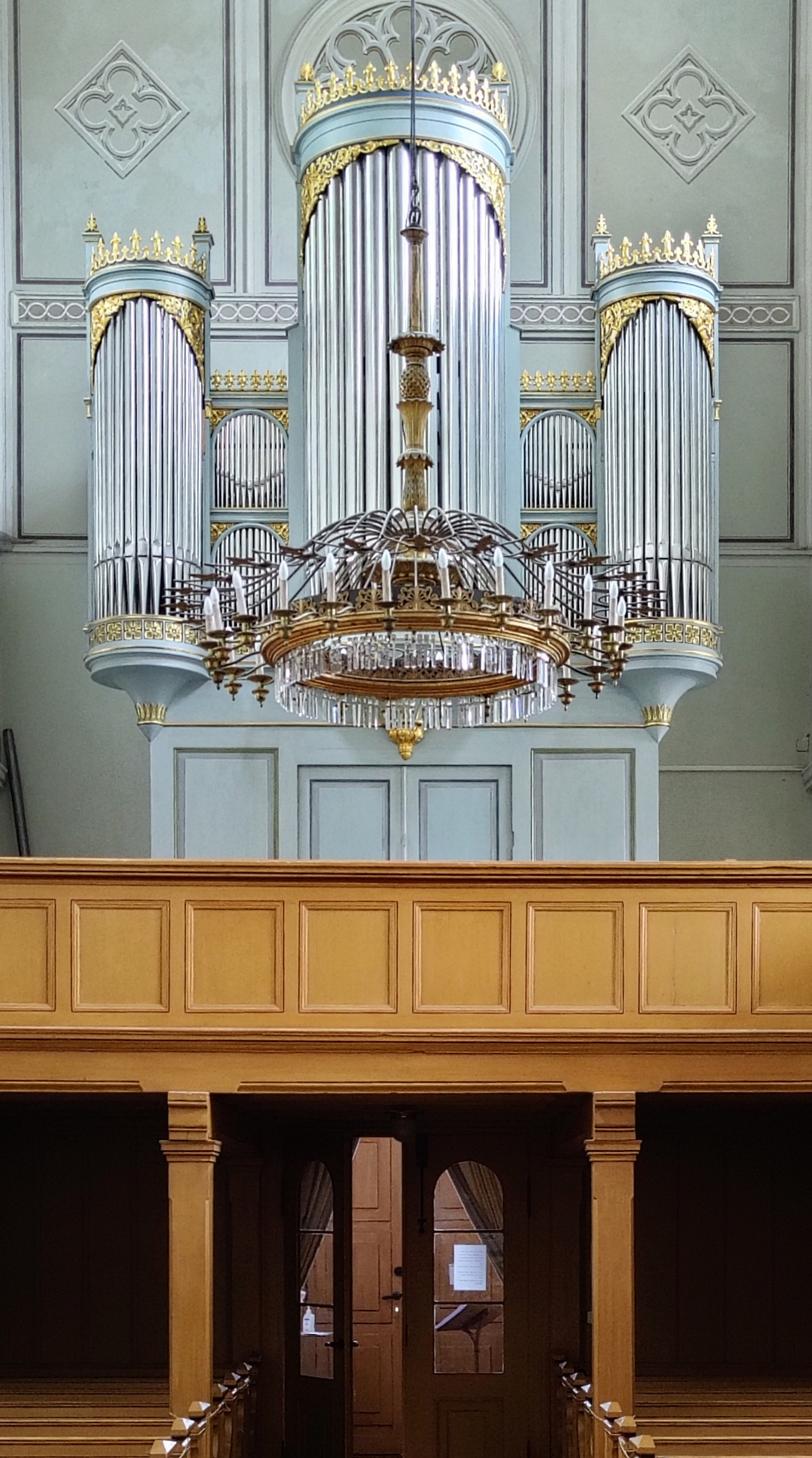
Orgel

1852 entwarf August Soller den Prospekt für die Orgel. Dieser stammt noch von der ersten Orgel von Carl Eduard Gesell. 1928 wurde das Instrument von Alexander Schuke durchgreifend umgebaut. 2005 baute Reinhard Hüfken ein neues Werk ins alte Gehäuse. Es umfasst 20 Register auf zwei Manualen und Pedal; dabei wurden einige Register von Gesell und Schuke wiederverwendet.
| I Hauptwerk C–g3 |               |       |
| 01.              | Principal     | 8′    |
| 02.              | Gedact        | 8′    |
| 03.              | Octave        | 4′    |
| 04.              | Rohrflöte     | 4′    |
| 05.              | Octave        | 2′    |
| 06.              | Quinte        | 1 ⁄3′ |
| 07.              | Mixtur III–IV |       |
| 08.              | Cornett V     |       |
| 09.              | Trompete      | 8′    |
|                  | Tremulant     |       |

| II Schwellwerk C–g3 |                 |        |
| 10.                 | Koppelflöte     | 8′     |
| 11.                 | Salicional      | 8′     |
| 12.                 | Vox celestis    | 8′     |
| 13.                 | Traversflöte    | 4′     |
| 14.                 | Ital. Principal | 4′     |
| 15.                 | Nassard         | 2 ⁄3′  |
| 16.                 | Terz            | 1 3⁄5′ |
| 17.                 | Flageolett      | 2′     |
| 18.                 | Oboe            | 8′     |
|                     | Tremulant       |        |

| Pedalwerk C–f1 |              |     |
| 20.            | Subbaß       | 16′ |
| 21.            | Principalbaß | 08′ |
| 22.            | Choralbaß    | 04′ |
| 23.            | Posaune      | 16′ |

- Koppeln: II/I; I/P; II/P

Das Innere des Bauwerks wird durch Rundbogenarkaden dominiert, die auf rechteckigen Pfeilern mit Ecksäulchen ruhen. Das Bauwerk hat in seinem Innern eine flache, hölzerne Kassettendecke.
Im Turm hängt eine Glocke, die Hugo Collier im Jahr 1883 goss.

## Kirchpark

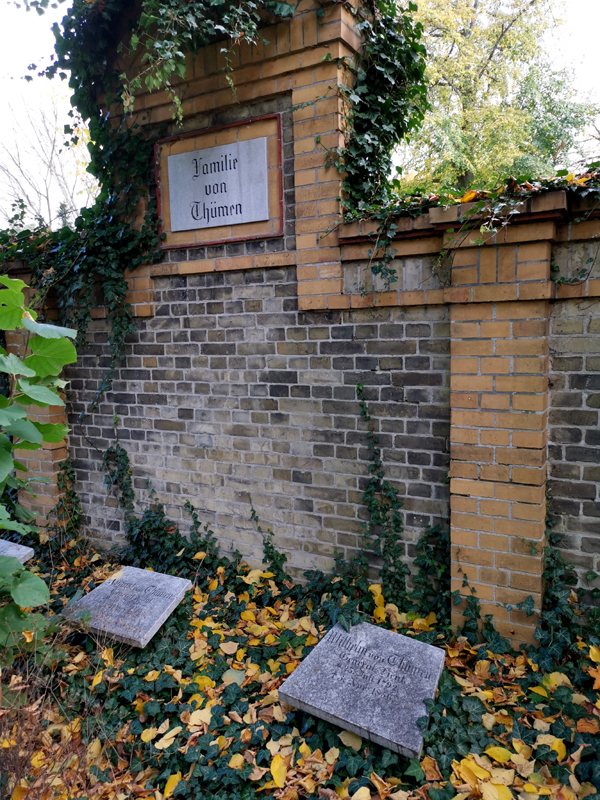
Grabstelle der Familie von Thümen auf dem Friedhof der Dorfkirche Caputh

Das Bauwerk wird von einem Kirchpark umgeben. Im östlichen Bereich in Richtung Seestraße wächst eine Luthereiche, die aus einer Eichel gezogen wurde, die von der Luthereiche in Wittenberg stammt. Wenige Meter östlich steht der Haken-Stein. Der Findling erinnert an den Caputher Arzt Oskar Haken, der im April 1945 vor dem Einmarsch der Roten Armee Suizid beging. Im Norden des Grundstücks an der Grenze zur Straße der Einheit befindet sich ein Gerätehaus. Es diente bis 1945 als Remise für den Leichenwagen und wird im 21. Jahrhundert von den Gärtnern für deren Gerät genutzt. Nordöstlich des Gebäudes hängen an der einfriedenden Mauer Nachbildungen von Gedenktafeln, mit denen die Caputher Einwohner an die Opfer der Weltkriege erinnern. Die Originale befinden sich auf dem Waldfriedhof. Sie werden durch die Gräber derer von Thümen ergänzt, die sich südlich an der Grenze zur Michendorfer Chaussee befinden. 1875 eingerichtet, wurden die Gräber vermutlich um 1985 zerstört und 2002 neu angelegt. 2005 errichtete die Kirchengemeinde im Südosten des Grundstücks ein Gemeindehaus, das 2008 eingeweiht wurde. Dort befindet sich auch eine Winterkirche.